# Up! (álbum)
Up! (en español ¡Arriba!) es el cuarto álbum de estudio grabado por la cantante canadiense Shania Twain, lanzado en noviembre del 2002, después de ausentarse dos años del panorama musical, después del masivo éxito obtenido por su multiplatino álbum Come on Over.
Up! se lanzó como álbum doble, con tres diferentes remezclas de las mismas canciones; un disco más orientado al country (verde), un disco con un sonido más pop y rock (rojo), y otro más cercano a la música hindú (azul).
En Norteamérica, el disco verde con el rojo se vendían juntos, mientras los discos rojo y azul se vendían juntos en los mercados internacionales. El disco azul se grabó en Bombay, en la India.

## Recepción
La revista Rolling Stone dio 4 de 5 estrellas a Up!. Debutó en el número uno en Estados Unidos en la lista Billboard 200 con 874.00 copias vendidas solo en la primera semana. En la segunda semana movió otras 623.000 copias, en la tercera semana disminuyeron a 317.000 copias en la cuarta aumentaron a 371.000, en la quinta aumentaron aún más a 459.000 y en la sexta cayó al número dos con 263.000 copias. En total se mantuvo durante cinco semanas consecutivas en la cima, cuatro durante el 2002 y una en el 2003.
El éxito del álbum pop fuera de Estados Unidos era igualmente increíble, alcanzando el número uno en Alemania, número dos en Australia, top cinco en el Reino Unido y Francia. 
El álbum era realmente exitoso especialmente en Alemania, donde además de haber llegado al primer puesto se mantuvo en el top 100 por más de un año y medio y fue certificado de cuatro discos de platino.
Up! fue el tercer álbum mejor vendido del 2003 en Estados Unidos. 
Hasta enero del 2008 se estimaba que Up! habría vendido 5,5 millones de copias aproximadamente en Estados Unidos y ha sido certificado de 11 discos de platino debido a que es un álbum doble y la RIAA que es la organización que certifica toma en cuenta cada unidad por separado para fines de certificación. 
Alrededor del mundo se estima que ha vendido más de 13 millones de copias.
A finales del 2003, Shania realiza su segunda gira de conciertos: el Up! Tour, que contaba con más de 100 Shows en diferentes ciudades de Europa, Oceanía y Norteamérica.

### Sencillos
El primer sencillo de su nuevo trabajo: “I'm Gonna Getcha Good!” no tuvo mayor repercusión en Estados Unidos, llegando al 34 en el Billboard Hot 100 y al 7 en la lista de las canciones Country. La recepción era mucho mejor en otros países, alcanzando el top 5 en el Reino Unido y en Australia y top 15 en Alemania y Francia.
El siguiente sencillo lanzado en Estados Unidos “Up!” logró alcanzar el top 15 en la lista de las canciones Country, pero no alcanzó el top 40 en el Billboard Hot 100.
Muy por lo contrario en Europa el segundo sencillo lanzado "Ka-Ching!" (nunca fue editado en Norteamérica), canción con la que Shania critica el consumismo desenfrenado, se convirtió en uno de sus mayores éxitos en dicho continente, alcanzado el n.º 1 en Alemania y Austria y en otros países europeos y alcanzado en top 10 en el Reino Unido y el top 15 en Francia.
Pero el mayor éxito de su nueva producción sería el tercer sencillo, la balada romántica "Forever and for Always". Lanzado en abril del 2003, llegando al n.º 4 en Estados Unidos en la lista de las canciones Country y top 20 en el Billboard hot 100 (la lista de los sencillos más populares en los Estados Unidos), además de esto el éxito fue aún mayor al otro lado del Atlántico, siendo top 10 en el Reino Unido y Alemania
Entre otros sencillos lanzados en Estados Unidos también destaca "She's Not Just a Pretty Face" top 10 en la radio country y "It Only Hurts When I'm Breathing", top 20 en la misma lista.
Se tenía planeado lanzar solo tres sencillos en Europa, pero debido al enorme éxito en dicho continente, se decide lanzar dos sencillos más en el segundo trimestre del 2003.
"Thank You Baby! (for Makin' Someday Come So Soon)" no alcanzó el top 10 en ningún país, pero era n.º 11 en el Reino Unido y top 20 Alemania y la balada acústica "When You Kiss Me" no tuvo mayor repercusión en el continente.
La versión pop de la canción "Up" también fue lanzada como edición limitada en algunos países como Alemania en principios del 2004 cómo doble cara de "When You Kiss Me".

## Lista de canciones
Todas las canciones fueron compuestas por Shania y Robert John "Mutt" Lange.
| Número De Pista | Título                                            | Duración |
| --------------- | ------------------------------------------------- | -------- |
| 1               | Up!                                               | 2:53     |
| 2               | "I'm Gonna Getcha Good!"                          | 4:30     |
| 3               | She's Not Just A Pretty Face                      | 3:49     |
| 4               | Juanita                                           | 3:50     |
| 5               | Forever And For Always                            | 4:43     |
| 6               | Ain't No Particular Way                           | 4:24     |
| 7               | It Only Hurts When I'm Breathing                  | 3:19     |
| 8               | Nah!                                              | 4:08     |
| 9               | (Wanna Get To Know You) That Good!                | 4:33     |
| 10              | C'est La Vie                                      | 3:42     |
| 11              | I'm Jealous                                       | 4:05     |
| 12              | Ka-Ching!                                         | 3:20     |
| 13              | Thank You Baby! (For Makin' Someday Come So Soon) | 4:00     |
| 14              | Waiter! Bring Me Water!                           | 3:19     |
| 15              | What A Way To Wanna Be!                           | 3:36     |
| 16              | I Ain't Goin' Down                                | 3:57     |
| 17              | I'm Not In The Mood (To Say No)!                  | 3:25     |
| 18              | In My Car (I'll Be the Driver)                    | 3:16     |
| 19              | When You Kiss Me                                  | 4:08     |

## Listas
| Chart                              | Posición Alcanzada |
| ---------------------------------- | ------------------ |
| Australia                          | 1                  |
| Austria                            | 2                  |
| Bélgica(Flanders)                  | 4                  |
| Bélgica(Wallonia)                  | 9                  |
| Canadá                             | 1                  |
| Dinamarca                          | 5                  |
| Finlandia                          | 20                 |
| Francia                            | 5                  |
| Alemania                           | 1                  |
| Países Bajos                       | 8                  |
| Nueva Zelanda                      | 1                  |
| Noruega                            | 2                  |
| Portugal                           | 8                  |
| Suecia                             | 8                  |
| Suiza                              | 2                  |
| Reino Unido UK Albums Chart        | 4                  |
| EE. UU Billboard 200               | 1 (5 semanas)      |
| EE. UUBillboard Top Country Albums | 1                  |

## Certificaciones
| Listas         | Certificación           | ventas     |
| -------------- | ----------------------- | ---------- |
| Estados Unidos | 11x Platino/1x Diamante | 11.000.000 |
| Canadá         | 2x Diamante             | 1,088,000  |
| Francia        | Platino                 | 360.000    |
| Brasil         | Platino                 | 125.000    |
| Países Bajos   | Oro                     | 40,000     |
| Suiza          | 3x Platino              | 120,000    |
| Austria        | Platino                 | 30 000     |
| Reino Unido    | 2x Platino              | 600,000    |
| Alemania       | 2x Platino              | 400,000    |
| Noruega        | 3x Platino              | 120,000    |
| Suecia         | Oro                     | 20,000     |
| Nueva Zelanda  | 3x Platino              | 45,000     |
| Australia      | 2x Platinum             | 140,000    |
| Europa         | 2x Platino              | 2,000,000  |

## Créditos
- Shania Twain – voz solista, coros
- Rakesh Chaurasia – flauta
- Cory Churko – slide guitar, solista
- Kevin Churko – programación
- Sunil Das – sitar
- Diamond Duggal – bouzouki, sitar coral, bajo, guitarra sintetizada, teclados, mandolina, percusión
- Simon Duggal – bajo, darbouka, dholak, batería programada, teclados, percusión, tabla
- Paul Franklin – pedal steel guitar
- Gavin Greenaway – arreglos de cuerda
- The Irish Film Orchestra – cuerdas
- Robert John "Mutt" Lange – coros, producción
- Eloy Sanchez – batería
- Brent Mason – guitarra eléctrica
- Mauro Pagini – coros
- Chintoo Singh – rabab
- Jatinder Thakur – violín
- Michael Thompson – guitarra eléctrica, slide guitar
- Sanjay Vyas – tabla
- John Willis – banjo, bouzouki, guitarra acústica, mandolín
- Jonathan Yudkin – chelo, mandolin, violín